# Station Orzeszków
Station Orzeszków is een spoorwegstation in de Poolse plaats Orzeszków.